# 卡洛拉 (內布拉斯加州)
卡洛拉（英語：Calora）是位於美國內布拉斯加州阿瑟縣的非建制地區。

## 歷史
卡洛拉的郵局於1912年設立，其後於1951年停運。

## 地理
卡洛拉所處的海拔為高於海平面1076米（即3530英呎），而該地所採用的時區為UTC-6，即北美山地時區（MST）。同時該地設有夏令時間，為UTC-7調快一小時，即UTC-6（MDT）。